# Cát Vận
Cát Vận (sinh ngày 20 tháng 3 năm 1940) là một nhạc sĩ người Việt Nam. Ông từng là Trưởng ban Biên tập âm nhạc của Đài Tiếng nói Việt Nam và là Tổng biên tập tạp chí "Âm nhạc và Thời đại" của Hội Nhạc sĩ Việt Nam. Cát Vận là tác giả của một số ca khúc đáng chú ý tại Việt Nam như "Hãy đến với rừng", "Đi dọc Việt Nam", "Nghĩa tình quan họ", "Lời ru tháng Ba",... Ngoài ra, ông cũng là người nhiều tác phẩm cho khí nhạc quen thuộc tại Việt Nam. 

## Thân thế
Cát Vận có tên khai sinh là Cát Văn Vận, sinh ngày 20 tháng 3 năm 1940. Nguyên quán của ông ở xã Phùng Hưng thuộc tỉnh Sơn Tây cũ, ngày nay là xã Đường Lâm, thị xã Sơn Tây, Hà Nội. Cát Vận nhập học Trường Âm Nhạc Việt Nam vào năm 1961, ông là học sinh hệ Trung cấp chuyên ngành contrebasse.

## Sự nghiệp
Năm 1965, Cát Vận về công tác Đoàn Văn công Phòng không – Không quân. Ông vừa chơi contrebasse, vừa tham gia sáng tác ca khúc và nhạc múa. Sau khi tốt nghiệp khoa Lý luận – Sáng tác tại Nhạc viện Hà Nội, Cát Vận về công tác tại Đài Tiếng nói Việt Nam. Sau khi gia nhập ban âm nhạc của đài, Cát Vận đã thành lập dàn nhạc hòa tấu đầu tiên dành cho thể loại nhạc không lời vào năm 1978. Cát Vận sáng tác ca khúc đầu tay "Chân dung dũng sĩ" năm 1975 có nội dung  liên quan đến Chiến dịch Tây Nguyên tại Buôn Ma Thuột ngày 10 tháng 3 năm 1975. Ca khúc này đã được giới thiệu trong chương trình ca nhạc đầu tiên của truyền hình cùng ca khúc "Những tiếng ca vang trên đất này" của nhạc sĩ Nguyễn Đức Toàn.
Sau những năm tháng công tác tại đây, ông được giao phụ trách kênh Âm nhạc và Tin tức chuyên biệt phát nhạc quốc tế. Ông đồng thời là Chủ nhiệm chương trình FM đầu tiên năm 1990. Sau đó ông là Trưởng đoàn Ca Nhạc Đài Tiếng nói Việt Nam vào năm 1994 và là Trưởng ban biên tập âm nhạc của đài vào năm 1997. Năm 2000, ông chuyển công tác về Hội Nhạc sĩ Việt Nam với tư cách là Tổng biên tập Tạp chí "Âm nhạc và Thời đại".
Không chỉ riêng sáng tác về mảng ca khúc, để đáp ứng yêu cầu công tác chuyên môn, Cát Vận đã tiếp cận và sáng tác nhiều thể loại âm nhạc khác. Ông viết hợp xướng, nhạc điện ảnh, nhạc múa rối, nhạc múa. Đề tài mà ông sáng tác cũng được đánh giá là đa dạng, trong đó những ca khúc như "Mùa hè gọi", "Hà Nội - bài ca năm tháng", "Mơ sóng biển Việt Nam",  thể hiện tình yêu tha thiết với quê hương, đất nước. Cát Vận cũng là tác giả của một số ca khúc đáng chú ý tại Việt Nam như "Hãy đến với rừng", "Đi dọc Việt Nam", "Nghĩa tình quan họ", "Lời ru tháng Ba",...
Trong chuyến công tác tại huyện đảo Trường Sa năm 2013, ngoài "Mơ thanh bình sóng biển Việt Nam", Cát Vận còn viết ca khúc "Nghe tiếng a di đà ở Trường Sa". Trước đó ông cũng hoàn thành nhạc phẩm "Hãy lắng nghe triệu Trái tim Việt". Những bài hát mới này được xem là lời khẳng định về chủ quyền biển đảo của Việt Nam trước vấn đề tranh chấp biển Đông. Năm 2017, một chương trình nghệ thuật "Tình yêu Hà Nội" trong lần tổ chức thứ 10 đã tôn vinh 5 nhạc sĩ có những đóng góp quan trọng cho âm nhạc Việt Nam gồm: Nguyễn Đình Bảng, Đinh Quang Hợp, Đức Minh, Lê Tịnh và Cát Vận.
Năm 2021, Cát Vận sáng tác ca khúc "Hát lên Việt Nam", được lấy làm chủ đề cho cuộc vận động sáng tác "Hát lên Việt Nam - Let's sing Vietnam" nhằm khuyến khích các tác giả sáng tác những ca khúc ca ngợi tình yêu quê hương, đất nước, con người Việt Nam. Ông cũng là thành viên trong ban giám khảo của Cuộc vận động sáng tác ca khúc kỷ niệm 50 năm trận chiến Đồng Lộc tại tòa soạn báo Thanh Niên ở Hà Nội.

## Thành tựu
Hơn 40 năm hoạt động âm nhạc và báo chí, Cát Vận đã có những thành quả nhất định trong lĩnh vực âm nhạc và phát thanh. Những đóng góp của ông đã được Đảng Cộng sản Việt Nam và Nhà nước Việt Nam ghi nhận.
Cát Vận sáng tác nhiều bài hát có giải thưởng: "Hãy đến với rừng" (giải thưởng Bộ Lâm nghiệp năm 1984), "Khúc quân hành trên bán đảo" cũng nhận được Giải thưởng Bộ quốc phòng. Tác phẩm "Nghĩa tình Quan họ", "Lời ru tháng Ba"  đoạt Giải thưởng Hội Nhạc sĩ Việt Nam năm 1994, cùng nhiều ca khúc, hợp xướng và nhạc không lời được Giải thưởng của Bộ Văn hóa – Thông tin, Đài Phát thanh và Truyền hình trao tặng. Một trong những nhạc phim của bộ phim Thị xã trong tầm tay do ông sáng tác cũng đoạt Giải Nhất âm nhạc Liên hoan phim 30 năm Điện ảnh Việt Nam năm 1983. Cát Vận được nhà nước Việt Nam trao tặng Huân chương Lao động hạng Ba và Giải thưởng Nhà nước về Văn học Nghệ thuật năm 2012.

## Tác phẩm tiêu biểu

### Tình yêu của biển
"Tình yêu của biển" được xem là tác phẩm mang lại "ký ức khó quên" đối với rất nhiều thính giả tại Việt Nam, đặc biệt là với những khán giả của Đài Tiếng nói Việt Nam. "Tình yêu của biển" thường xuất hiện trong các chương trình văn nghệ. Cát Vận cho biết ông sáng tác "Tình yêu của biển" năm 1978, đồng thời cho rằng vì tác phẩm này mà nhiều người gọi ông là "ông Tình yêu của biển". Đây cũng là tác phẩm nằm trong danh sách tác phẩm của Cát Vận được Nhà nước Việt Nam trao tặng giải thưởng văn học nghệ thuật năm 2012.

### Mùa thu
"Mùa Thu" được Cát Vận sáng tác năm khoảng năm 1990 theo đề nghị của vợ chồng nghệ sĩ vĩ cầm Nguyễn Đình Quỳ và nghệ sĩ đàn tranh Ngô Bích Vượng. Họ muốn có một tác phẩm cho đàn tranh, vừa có độ khó về kỹ thuật, lại vừa trữ tình nhằm làm bài biểu diễn tốt nghiệp hệ cao học của nhạc viện Hà Nội với sự phối hợp giữa đàn dân tộc và dàn nhạc bán cổ điển.